# Cara Delevingne
Cara Jocelyn Delevingne [uitspraak: 'kaːrɑ dɛlə'vin] (Londen, 12 augustus 1992) is een Brits model, actrice, zangeres en schrijfster.  Ze tekende bij Storm Model Management na het verlaten van school in 2009. Delevingne werd "Model of the Year" tijdens de British Fashion Awards in 2012 en 2014 en verscheen in shows voor merken als Burberry, Mulberry, Dolce & Gabbana, and Jason Wu. Ze begon haar carrière als actrice met een kleine rol in 2012. Delevingne speelde Margo Roth Spiegelman in de romantische, mysterieuze film Paper Towns (2015) en June Moone in de superheldenfilm Suicide Squad (2016). Cara bracht in 2017 de song "I Feel Everything" uit naar aanleiding van de film Valerian and the City of a Thousand Planets, waarin ze een hoofdrol speelt.
In de Disney+-serie Only Murders in the Building verschijnt ze in het tweede seizoen.

## Model
Delevingne was in 2013 het gezicht van een Chanel-reclamecampagne, een merk waar ze ook in 2012 en 2011 aan gekoppeld was. Ze stond reeds op de omslag van Vogue in het Verenigd Koninkrijk en Korea, i-D, Russh, Jalouse en Style.com's Lente 2013-nummer. Ze modelleerde eerder voor de H&M Authentic Collection (2011), Dominic Jones-juwelen en DKNY (2012), Blumarine, Zara en Chanel.
Als mannequin liep ze modeshows voor onder meer Shiatzy Chen, Moschino, Jason Wu, Óscar de la Renta, Burberry, Dolce & Gabbana, Fendi, Stella McCartney en Chanel. Ze was een van de modellen die in 2012 en 2013 tijdens de modeshow van Victoria's Secret liep.
Delevingne haalde een nummer 17-positie op de 50 Top Models-lijst van models.com. Ze werd ook Model of the Year 2012 en 2014 tijdens de British Fashion Awards.

## Actrice
Delevingne speelde een rol in de verfilming van Anna Karenina uit 2012 van Joe Wright met Keira Knightley. In die film speelde ze prinses Sorokina, de verloofde van graaf Vronsky (een rol van Aaron Taylor-Johnson). Haar eerste hoofdrol kreeg ze in Kids in Love, die in september 2013 werd opgenomen. Ze speelde een hoofdrol als Margo Roth Spiegelman in Paper Towns, uitgebracht op 18 juni 2015. En ze speelde de rol van Enchantress in de film Suicide Squad, uitgebracht op 4 augustus 2016. In 2019 speelde ze een hoofdrol in Carnival Row. In 2022 speelde ze een bijrol in het tweede seizoen van Only Murders in the Building.

## Schrijfster
In oktober 2017 verscheen haar boek Mirror, Mirror. De Nederlandse vertaling door Erica Disco verscheen in november 2017 met als titel Spiegel.

## Trivia
- Delevigne spreekt als commentator voor de in game-radio ''Non-Stop-Pop FM'' in het videospel Grand Theft Auto V.

- Biblioteca Nacional de España: XX5404815
- Bibliothèque nationale de France: cb17022719c (data)
- Gemeinsame Normdatei: 1080533370
- International Standard Name Identifier: 0000 0004 2337 9498
- Library of Congress Control Number: nb2015001330
- MusicBrainz: abc8ba85-0a27-4eaa-9813-19414a454c54
- Bibliotheek van het Japanse parlement: 001152202
- Nationale Bibliotheek van Tsjechië: xx0200519
- Nederlandse Thesaurus van Auteursnamen: 395430305
- Système universitaire de documentation: 221554394
- Virtual International Authority File: 305857352
- WorldCat: E39PBJfGRD8mVwMY7YfY9XKyBP